# Theuderich II.
Theuderich II. (lat. Theudericus; * 587; † 613 in Metz) war König der Franken mit Residenz Chalon-sur-Saône, in Burgund. Er war der zweite Sohn des Königs Childebert II. und folgte ihm nach dessen Tod 596.
Er wurde bereits 589 von seinem Vater als Regent nach Chalon entsandt, während sein älterer Bruder Theudebert II. in Metz installiert wurde, womit für eine spätere Teilung des Herrschaftsgebietes in Austrasien und Burgund die Weichen gestellt wurden.
Nach Childeberts Tod standen beide Brüder wohl erst unter der Regentschaft ihrer Großmutter Brunichilde, deren Macht aber bröckelte, als sie die Abwehr der Awaren, die in Thüringen eingefallen waren, nur mit Geld erkaufen konnte. Als Hausmeier fungierten in dieser Zeit nicht nur Mitglieder fränkischer Adelsfamilien, sondern auch Galloromanen wie Protadius und Claudius, auf die sich Brunichilde wohl stützte.
Die geplante Teilung des Landes wurde vollzogen, die erforderliche Solidarität der beiden austrasischen Brüder blieb jedoch erst einmal erhalten. Im Jahr 600 gelang den Brüdern in der Schlacht von Dormelles ein entscheidender Sieg über ihren Onkel Chlothar II. in Neustrien, der dessen Herrschaftsgebiet auf das Land um Rouen, Beauvais und Amiens begrenzte. Der darauf folgende Feldzug nach Süden gegen die Basken, die in das Land eingefallen waren, endete 602 mit der Errichtung des Grenzherzogtums zwischen Pyrenäen und Garonne, die spätere Gascogne.
In der Folge gerieten die Brüder jedoch wegen der vorgenommenen Aufteilung des väterlichen Besitzes in Streit. Der erste Schritt war, dass Theudebert sich 604 an dem neu ausbrechenden Konflikt mit Chlothar nicht beteiligte. Im Jahr darauf konnte ein Krieg zwischen den Brüdern gerade noch vermieden werden, in der Folgezeit suchte der ältere Verbündete zu gewinnen, was dem jüngeren aber – vermutlich mit Unterstützung seiner Großmutter – besser gelang, da Theudebert sich 611 mit einem erneuten Überfall der Awaren auseinanderzusetzen hatte. Im Jahr zuvor hatte ein Versöhnungsversuch in Selz im Elsass zu den Grenzstreitigkeiten nur deswegen ein Ergebnis gebracht, weil Theudebert mit einem Heer angereist war und seinem Bruder dadurch das Gewünschte abpressen konnte.
Nach der (vermuteten) Aufstachelung der Awaren konnte sich Theuderich der Neutralität Chlothars versichern und schließlich im Jahr 612 offensiv werden. Theudebert unterlag seinem Bruder bei Toul und Zülpich, Theuderich zog im Triumph in Köln ein. Theudebert und seine Söhne gerieten in Gefangenschaft und wurden getötet.
Chlothar forderte nun die Belohnung für seine Neutralität ein, wurde aber von Theuderich abgewiesen, der auf dem Höhepunkt seiner Macht stand. Umso größer war die Überraschung, als er wenig später in seiner neuen Residenzstadt Metz im Alter von 25 Jahren starb.
Theuderich hatte vier Kinder, deren Mutter nicht bekannt ist:
- Sigibert II. (602–613)
- Childebert (* 603)
- Corbus (604–613)
- Merowech (* 607)

Brunichilde hob ihren Urenkel Sigibert II. schnell auf den Thron, sah sich aber bald einer aristokratischen Opposition in der eigenen Umgebung gegenüber, der sie nicht mehr gewachsen war. Sie wurde festgenommen und an Chlothar ausgeliefert, der sie und zwei ihrer Urenkel noch 613 töten ließ – der jüngste, Merowech, wurde als Patenkind Chlothars verschont, dem zweiten, Childebert, gelang die Flucht; von beiden liegen danach aber keine Nachrichten mehr vor.